# IC 1945
IC 1945 — галактика типу S0 (спіральна галактика) у сузір'ї Годинник.
Цей об'єкт міститься в оригінальній редакції індексного каталогу.